# Скшани (Західнопоморське воєводство)
Скшани (пол. Skrzany, нім. Friedrichshof) — село в Польщі, у гміні Долиці Старгардського повіту Західнопоморського воєводства.
Населення — 60 осіб (2011).
У 1975-1998 роках село належало до Щецинського воєводства.

## Демографія
Демографічна структура станом на 31 березня 2011 року:
|          | Загалом | Допрацездатний вік | Працездатний вік | Постпрацездатний вік |
| -------- | ------- | ------------------ | ---------------- | -------------------- |
| Чоловіки | 37      | 8                  | 25               | 4                    |
| Жінки    | 23      | 1                  | 16               | 6                    |
| Разом    | 60      | 9                  | 41               | 10                   |